# William J. Tuttle
William Julian Tuttle est un maquilleur américain né le 13 avril 1912 à Jacksonville, en Floride, et mort le 27 juillet 2007 dans le quartier de Pacific Palisades de Los Angeles, en Californie.

## Biographie
Il déménage en Californie dans les années 1930 et suit des cours d'art à l'Université de Californie du Sud. À la même époque, il trouve un emploi subalterne aux Fox Studios, puis travaille dans le département des maquillages de la 20th Century Fox sous la supervision de Jack Dawn.
En 1934, Jack Dawn, qui amène avec lui Tuttle, décide de quitter la Fox pour les studios de la Metro-Goldwyn-Mayer, où ils collaborent à des productions à gros budgets, notamment Le Magicien d'Oz (The Wizard of Oz) et Le Père de la mariée (Father of the Bride). 
En 1950, Tuttle est nommé responsable d'une équipe sur plusieurs films : son nom apparaît au générique et il crée les maquillages de nombreuses stars, telles Katharine Hepburn dans Mademoiselle Gagne-Tout (Pat and Mike) ou Esther Williams dans Traversons la Manche (Dangerous When Wet). Il signe les maquillages de films qui feront sa renommée, comme Chantons sous la pluie (Singin' in the Rain), Planète interdite (Forbidden Planet), La Mort aux trousses (North by Northwest) et La Machine à explorer le temps (Time Machine). Il reprend même certaines de ses trouvailles pour les maquillages de 12 épisodes de la série télévisée La Quatrième Dimension (The Twilight Zone).
En 1964, il reçoit un Oscar spécial pour son travail dans Le Cirque du docteur Lao (7 Faces of Dr. Lao) de George Pal.
Ses deux derniers films notoires sont Frankenstein Junior (Young Frankenstein), sorti en 1974, et L'Âge de cristal (Logan's Run), sorti en 1976.

## Filmographie partielle
- 1939 : Le Magicien d'Oz (The Wizard of Oz) de Victor Fleming (non-crédité)
- 1950 : Le Père de la mariée (Father of the Bride) de Vincente Minnelli (non-crédité)
- 1951 : Un Américain à Paris (An American in Paris) de Vincente Minnelli
- 1952 : Chantons sous la pluie (Singin' in the Rain) de Stanley Donen et Gene Kelly
- 1952 : Mademoiselle Gagne-Tout (Pat and Mike) de George Cukor
- 1952 : Les Ensorcelés (The Bad and the Beautiful) de Vincente Minnelli
- 1953 : Histoire de trois amours (The Story of Three Loves) de Vincente Minnelli et Gottfried Reinhardt
- 1953 : Jules César (Julius Ceasar) de Joseph L. Mankiewicz
- 1953 : Traversons la Manche (Dangerous When Wet) de Charles Walters
- 1956 : Planète interdite (Forbidden Planet) de Fred M. Wilcox
- 1957 : La Cage aux hommes (House of Numbers) de Russell Rouse
- 1958 : Comme un torrent (Some Came Running) de Vincente Minnelli
- 1958 : La Chatte sur un toit brûlant (Cat on a Hot Tin Roof) de Richard Brooks
- 1958 : Gigi de Vincente Minnelli
- 1959 : La Mort aux trousses (North by Northwest) d'Alfred Hitchcock
- 1960 : La Machine à explorer le temps (Time Machine) de George Pal
- 1962 : Doux oiseau de jeunesse (Sweet Bird of Youth) de Richard Brooks
- 1962 : Les Révoltés du Bounty (Mutiny on the Bounty) de Lewis Milestone
- 1963 : Le Motel du crime (Twilight of Honor) de Boris Sagal
- 1964 : Le Cirque du docteur Lao (7 Faces of Dr. Lao) de George Pal
- 1969 : Les parachutistes arrivent (The Gypsy Moths) de John Frankenheimer
- 1974 : Frankenstein Junior (Young Frankenstein) de Mel Brooks
- 1976 : L'Âge de cristal (Logan's Run) de Michael Anderson
- 1978 : Furie (The Fury) de Brian De Palma
- 1979 : Le Vampire de ces dames (Love at First Bite) de Stan Dragoti

## Distinction
- 1965 : Oscar des meilleurs maquillages et coiffures pour Le Cirque du docteur Lao (7 Faces of Dr. Lao) de George Pal. Cet Oscar est décerné pour la première fois à la 37e cérémonie des Oscars, de manière exceptionnelle, 17 ans avant la mise en place définitive de l'Oscar du meilleur maquillage.